# فهد فريش
فهد أحمد فريش القبيسي (مواليد 27 يوليو 1985) لاعب كرة قدم إماراتي يجيد اللعب في الدفاع .
لعب سابقاً مع أندية بني ياس والإمارات و اتحاد كلباء وحتا و مسافي ومصفوت والتعاون .

## روابط خارجية
- فهد فريش على موقع Soccerway.com (الإنجليزية)
- فهد فريش على موقع كووورة